# Góra Dobrzeszowska
Góra Dobrzeszowska – wzniesienie o wysokości 367 m n.p.m., w Górach Świętokrzyskich, należące do Pasma Dobrzeszowskiego, wchodzące w skład rezerwatu przyrody o tej samej nazwie. Na starszych mapach zwane też Górą Langiewicza.
Na szczycie wzniesienia prehistoryczny obiekt kultury materialnej i duchowej (sanktuarium z czasów przedchrześcijańskich, pozostałości obserwatorium astronomicznego) oraz zespół naturalnych elementów przyrodniczych (ukształtowanie terenu, wychodnie piaskowców dolnotriasowych) i krajobrazowych, nierozerwalnie związanych z obiektem archeologicznym. Zdaniem niektórych archeologów obiekt mogli zbudować Wiślanie na około 200 lat przed podbojem tych terenów przez Polan (znalezione fragmenty ceramiki określa się na wczesne średniowiecze – lata 750–950). Po zachodniej stronie góry – 30-metrowy maszt, służący do wypatrywania pożarów.

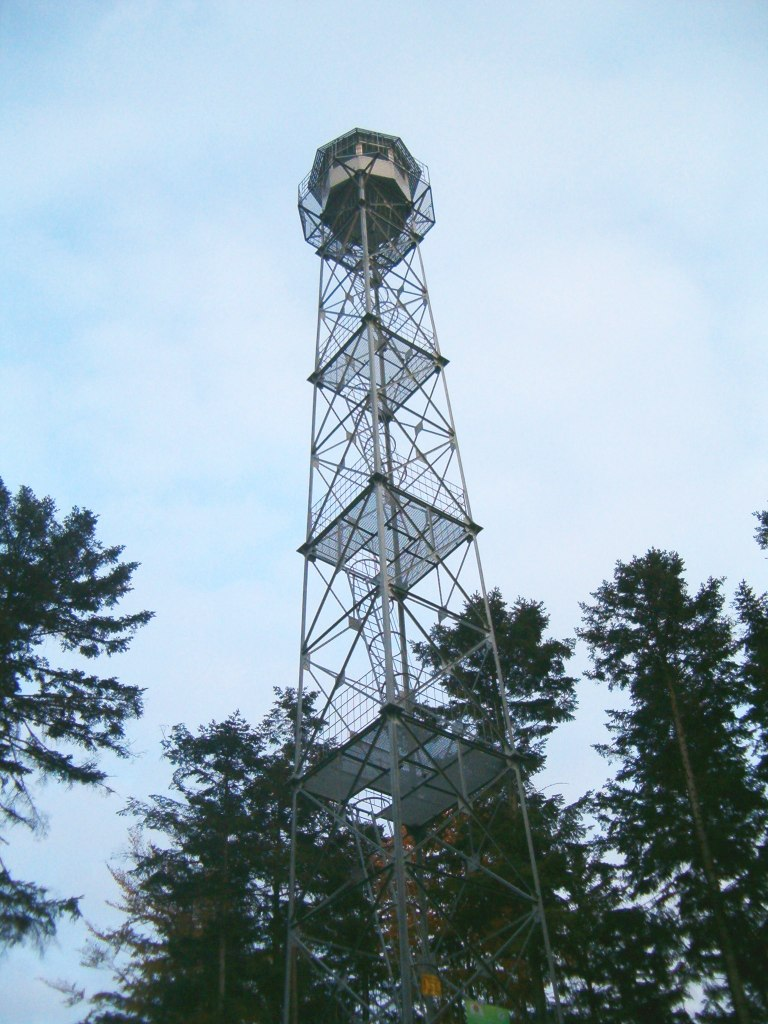
Dostrzegalnia przeciwpożarowa na Górze Dobrzeszowskiej

Przez szczyt przechodzi niebieski szlak turystyczny z miejscowości Pogorzałe do Kuźniaków.